# Окситоцин
Окситоци́н — гормон паравентрикулярного ядра гіпоталамуса, що транспортується в нейрогіпофіз (задню долю гіпофіза), де накопичується і виділяється в кров. Має олігопептидну будову, нонапептид.

## Хімічна будова
Окситоцитин є пептидним гормоном (нонапептидом) задньої долі гіпофізу. Складається з гексапептидного циклу й бокового ланцюга із залишків трьох амінокислот. Цикл утворюється таким чином, що дві групи цистеїну (в положенні 1 і 6), замикаючись, утворюють дисульфідний місток. Гормон утворюється разом з нейрофізином I шляхом обмеженого протеолізу білка, кодованого геном OXT.
В даний час[коли?] окситоцин отримують синтетичним шляхом[яким?].

## Фізіологічна дія
В активній молочній залозі окситоцин викликає скорочення міоепітеліальних клітин, що оточують альвеоли й протоки залози. Завдяки цьому молоко, вироблене під впливом гормону пролактину, виділяється назовні. Також має стимулюючу дію на гладку мускулатуру матки, підвищує скоротливу активність і в меншій мірі тонус міометрія. У малих концентраціях окситоцин збільшує частоту і амплітуду скорочень матки, у великих концентраціях сприяє підвищенню тонусу матки, почастішання і посилення її скорочень. Окситоцин сприяє скороченню шийки матки перед пологами і протягом другого і третього періоду переймів. Окситоцин викликає почуття задоволення, зниження тривоги і відчуття спокою поряд з партнером. Багато досліджень довели його роль в людських відносинах — це підвищення довіри та зменшення страху. Це дозволило припустити, що окситоцин може впливати на ділянки мозку, які відповідають за поведінку, страх і тривогу. Окситоцин, за певних обставин, побічно перешкоджає виділенню адренокортикотропного гормону і кортизолу, і в деяких ситуаціях може розглядатися як антагоніст вазопресину. Від концентрації окситоцину залежить поява аутизму та синдрому Вільямса.

## Синоніми
Синтоцинон, Ipofamin, Ocytocin, Orasthin, Oxystin, Oxytocin, Partocon, Pitocin, Pitupartin, Synpitan, Syntocinon, Utedrin, Uteracon